# Leptogenys gracilis
Leptogenys gracilis é uma espécie de formiga do gênero Leptogenys, pertencente à subfamília Ponerinae.